# Stephanos Sachlikis
Stephanos Sachlikis (Candia, ca. 1331 – prima del 1403) è stato un avvocato e poeta greco.

## Biografia
Nacque a Creta, nell'epoca in cui l'isola si trovava sotto il dominio veneziano, da una famiglia ricca probabilmente convertita alla religione cattolica. Suo padre era membro del Senato. Nel 1348 il padre e la sorella morirono durante un'epidemia di peste, per cui egli ereditò tutte le proprietà della famiglia. Condusse una vita dissoluta sperperando il denaro per il divertimento, il gioco d'azzardo e le donne. Per la denuncia di una donna fu imprigionato per un breve periodo di tempo, intorno al 1370. Dal 1371 al 1381 si ritirò per dieci anni in campagna, nel villaggio di Pendamodi, presso un possedimento della famiglia, dove si dedicò soprattutto alla caccia e all'allevamento dei cani da caccia. Dal 1382 esercitò la professione di avvocato. Gli ultimi documenti superstiti che lo attestano ancora in vita risalgono al 1391, mentre i primi che lo indicano come deceduto sono del 1403.

## Opere
Visse nel periodo di transizione tra la letteratura bizantina e la letteratura greca moderna. Fu il primo scrittore dell'isola di Creta; e il primo di cui conosciamo nome e cognome, nonché molti elementi della sua vita attestati da documenti dell'epoca o contenuti nei suoi scritti. 
La sua opera può essere suddivisa in due periodi. Il primo è il periodo dell'imprigionamento, e comprende le poesie Gli amici, Il carcere, e un gruppo di poesie sulle prostitute, quali La reputazione di Pothas, La casa delle prostitute e La giostra delle prostitute. Gli amici ha un carattere piuttosto moralista, mentre La prigione è ricca di elementi satirici. Sono caratterizzate da descrizioni e dialoghi realistici, ed è interessante che incorpori frasi in italiano per rappresentare l'autentica parlata quotidiana. Entrambe le poesie sono scritte in versi decapentasillabi. Tra le caratteristiche della sua poesia ci sono il realismo, l'umore satirico, l'atteggiamento ironico verso il clero e l'ispirazione al folclore. L'uso della lingua popolare lo qualifica come importante precursore della prima letteratura greca moderna che si affermerà proprio a Creta con scrittori quali Vikentios Kornaros. 
Le poesie sulle prostitute sono una satira graffiante dei costumi corrotti della società cretese che sembra avesse conosciuto molto bene; nonché, con tono comico ed espressioni audaci, una vendetta verso "Koutagiòtaina", la donna che lo mandò in carcere. La reputazione di Pothas contiene i complimenti verso una mondana, "Pothas" o "Pothotsoutsouniàs". La casa delle prostitute racconta un incontro di meretrici al fine di creare una sorta di associazione professionale. La poesia incompiuta La giostra delle prostitute parla di esibizioni di peripatetiche. Queste poesie contengono diversi riferimenti a personaggi famosi del tempo, e sembrano anticipare i contenuti dei francesi Villon e Rabelais. Il poeta fu il primo ad impiegare la rima nella letteratura greca moderna, in gruppi di quattro rime o più.
Il secondo periodo letterario dello scrittore risale alla metà degli anni '80 (del XIV secolo). Comprende due opere morali in distici rimati. Consigli a Francesco, indirizzata al figlio di un amico, contiene suggerimenti per evitare l'intrattenimento serale, il gioco d'azzardo e le donne sospette. L'odioso rimorso dell'umile Sachlikis è un'autobiografia poetica che racconta i momenti più spiacevoli della sua vita, accusando il Destino.